# Nicoliana gravierae
Nicoliana gravierae is een hydroïdpoliep uit de familie Lineolariidae. De poliep komt uit het geslacht Nicoliana. Nicoliana gravierae werd in 1975 voor het eerst wetenschappelijk beschreven door Millard. 